# Dieter Dengler

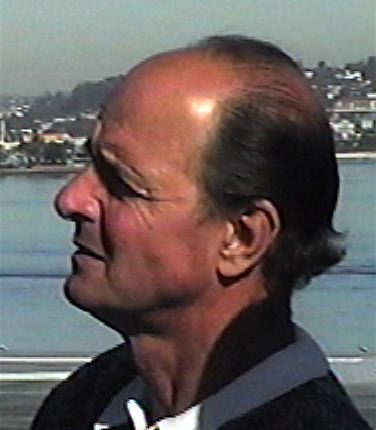
Dieter Dengler 1996 auf dem Flugzeugträger Constellation in San Diego

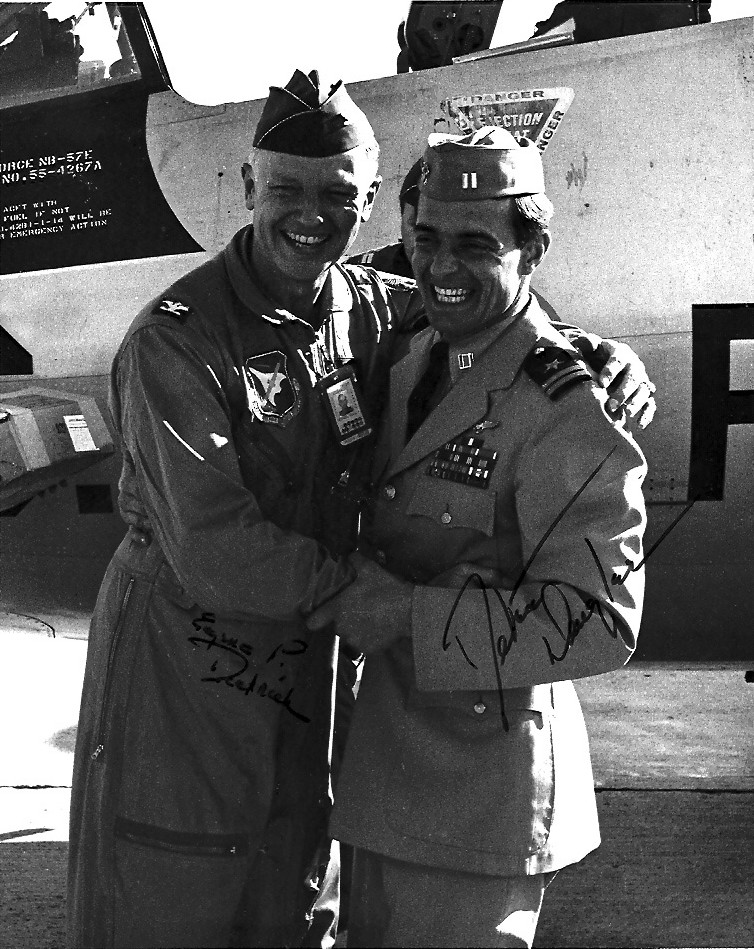
Eugene Deatrick und Dieter Dengler (r.) in San Diego 1968

Dieter Dengler (* 22. Mai 1938 in Wildberg (Schwarzwald); † 7. Februar 2001 in Mill Valley, Kalifornien) war ein US-amerikanischer Kampfpilot deutscher Abstammung. Dengler erlangte Berühmtheit durch seine Flucht aus einem laotischen Kriegsgefangenenlager im Jahr 1966 während des Vietnamkriegs, worüber er das Buch Escape from Laos („Flucht aus Laos“) verfasste. Diese Flucht bildete auch die Grundlage für Werner Herzogs Dokumentarfilm Flucht aus Laos (englisch: Little Dieter Needs to Fly) von 1997 sowie dessen Spielfilm Rescue Dawn von 2006. In der Verfilmung wird Dengler vom Schauspieler Christian Bale verkörpert.

## Leben
Dieter Dengler erlebte 1945 in seinem Heimatort alliierte Fliegerangriffe, die in ihm den Wunsch auslösten, selbst Pilot zu werden. Sein Vater war im Zweiten Weltkrieg 1943/44 an der Ostfront gefallen, und sein Großvater Hermann Schnürle war ein politischer Gegner des NS-Regimes, dessen Standfestigkeit ihm während seiner Gefangenschaft in Laos als Vorbild diente.
Dengler emigrierte 1957 in die USA und trat in die US-Luftwaffe ein. Auf der Lackland Air Force Base in San Antonio, Texas erhielt er seine Grundausbildung. Er wurde als Mechaniker eingesetzt, und obwohl er den Zugangstest für eine Pilotenausbildung bestand, wurde er abgelehnt, da nur Absolventen mit Collegeabschluss zugelassen wurden. Nach seiner Entlassung arbeitete Dengler bei seinem Bruder in einer Bäckerei in der Nähe von San Francisco und schrieb sich am City College of San Francisco und später am College of San Mateo mit Schwerpunkt Luftfahrt ein. Nach Abschluss des zweijährigen College bewarb er sich für das US Navy aviation cadet program und wurde zur Pilotenausbildung aufgenommen. Im Anschluss daran ging Dengler an der Naval Air Station Corpus Christi in Texas ins Training als Jagdpilot in einer Douglas-AD Skyraider. Er wurde nach Abschluss der Ausbildung zur Angriffsstaffel 145 (VA-145) versetzt und war auf der Naval Air Station (NAS) Alameda in Kalifornien stationiert. 1965 gehörte die Staffel zum Geschwader CVW-14 des Flugzeugträgers Ranger und befand sich im Dezember 1965 vor der Küste von Vietnam.
Am 1. Februar 1966 flog die US Navy von der Yankee Station aus einen Einsatz über Nordvietnam gegen einen feindlichen Nachschubkonvoi. Wegen schlechter Wetterverhältnisse wurde aber stattdessen das sekundäre Ziel, eine geheime Aufklärungsmission am Ho-Chi-Minh-Pfad westlich des Mụ Giạ Pass im Truong-Son-Gebirge gewählt. Dengler wurde auf laotischem Gebiet abgeschossen und geriet in Kriegsgefangenschaft der Pathet Lao. Am 14. Februar 1966 kam er ins Gefangenenlager nahe Par Kung. Er weigerte sich dort, ein Dokument gegen die US-amerikanische Präsenz in Südostasien zu unterzeichnen, und wurde gefoltert. Seine Mitgefangenen waren die Thailänder Phisit Intharathat, Prasit Promsuwan, Prasit Thanee, der Chinese Y. C. Um und die US-Amerikaner Duane W. Martin und Eugene DeBruin. Bis auf Dengler und Martin waren die anderen Gefangenen von der vom US-Geheimdienst CIA finanzierten Air America rekrutiert. Später wurden sie ins Gefangenenlager Hoi Het gebracht.
Am 30. Juni 1966 gelang ihm und seinen sechs Mitgefangenen der Ausbruch. Dabei konnten sie die Wachen überrumpeln und erschossen diese mit erbeuteten Waffen. Nach einer 23-tägigen Flucht durch den Dschungel wurde er am 21. Juli 1966 von einem Hubschrauber gerettet. Von seinen Mitgefangenen überlebte nur Phisit Intharathat, der kurze Zeit später wieder gefangen genommen wurde.
Dengler wurde mehrfach mit militärischen Ehren ausgezeichnet und war später in der zivilen Luftfahrt bei TWA beschäftigt. Er war dreimal verheiratet und hat zwei Söhne.
Nach einigen Jahren, in denen er an der unheilbaren Nervenkrankheit ALS litt, fuhr er mit seinem Rollstuhl am 7. Februar 2001, 35 Jahre und sechs Tage nach dem Abschuss seines Flugzeugs über Laos, in die Zufahrt zum örtlichen Feuerwehrdepot unterhalb der von ihm betriebenen Gaststätte Mountain Home Inn, und erschoss sich dort.
Er ist auf dem Nationalfriedhof Arlington bestattet.

## Auszeichnungen
- Navy Cross
- Distinguished Flying Cross
- Purple Heart
- Air Medal
- Prisoner of War Medal